# Florence Vidor
Pour les articles homonymes, voir Vidor (homonymie).
Florence Vidor, de son vrai nom Florence Arto, est une actrice américaine née le 23 juillet 1895 à Houston et morte le 3 novembre 1977 à Pacific Palisades (États-Unis).

## Biographie
Son père, J.-P. Arto, était cadre supérieur. Elle commence à travailler comme actrice grâce à son mari, le directeur artistique King Vidor.
Elle signe son premier contrat avec la Vitagraph en 1916. Elle devient célèbre par son rôle dans le film de 1921 Hail, the Woman. Une copie de ce film existe encore de nos jours.
Elle divorce en 1925 après avoir eu une fille (Suzanne), mais elle garde le nom de son mari. L'année suivante elle se marie avec le violoniste Jascha Heifetz. Sa carrière s'arrête en 1929 au moment où l'industrie cinématographique abandonne le cinéma muet. Elle meurt en 1977.

## Filmographie
- 1916 : Bill Peter's Kid (non créditée)
- 1916 : Curfew at Simpton Center
- 1916 : The Yellow Girl : Flora
- 1916 : The Intrigue : Pseudo Countess Sonia
- 1917 : Un drame d'amour sous la Révolution (A Tale of Two Cities) de Frank Lloyd : Mimi
- 1917 : Volonté (American Methods) de Frank Lloyd : Betty Armstrong
- 1917 : The Cook of Canyon Camp : Mrs. Jack
- 1917 : Hashimura Togo : Corinne Reynolds
- 1917 : The Countess Charming : Betty Lovering
- 1917 : The Secret Game : Kitty Little
- 1918 : The Widow's Might : Irene Stuart
- 1918 : La Blessure qui sauve (The Hidden Pearls) de George Melford : Enid Benton
- 1918 : The Honor of His House : Lora Horning
- 1918 : Un drame au pays de l'ivoire (en) (The White Man's Law) de James Young :  Maida Verne
- 1918 : La Proie pour l'ombre (Old Wives for New) de Cecil B. DeMille : Juliet Raeburn
- 1918 : The Bravest Way : Nume Rogers
- 1918 : Till I Come Back to You : Yvonne
- 1919 : The Other Half de King Vidor : Katherine Boone
- 1919 : Poor Relations : Dorothy Perkins
- 1920 : L'Honneur de la famille (The Family Honor), de King Vidor : Beverly Tucker
- 1920 : L'Homme au couteau (The Jack-Knife Man) de King Vidor : Mrs. Marcia Montgomery
- 1921 : Lèvres menteuses (Lying Lips) de John Griffith Wray : Nancy Abbott
- 1921 : Beau Revel : Nellie Steel
- 1921 : Hail the Woman : Judith Beresford

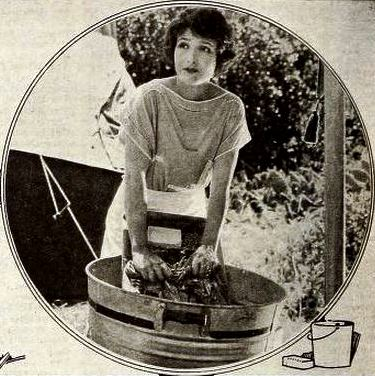
Dans La Conquête d'une femme, photo promotionnelle)

- 1922 : Woman, Wake Up! de King Vidor : Anne
- 1922 : Real Adventure : Rose Stanton
- 1922 : Dusk to Dawn : Marjorie Latham / Aziza
- 1922 : L'Homme aux deux visages (Skin Deep) de Lambert Hillyer Ethel Carter
- 1922 : La Conquête d'une femme (Conquering the Woman), de King Vidor : Judith Stafford
- 1923 : Alice Adams : Alice Adams
- 1923 : La Rue des vipères (Main Street), de Harry Beaumont : Carol Milford
- 1923 : The Virginian (en) de Tom Forman : Molly Woods
- 1924 : Comédiennes (The Marriage Circle) d'Ernst Lubitsch : Charlotte Braun
- 1924 : Borrowed Husbands : Nancy Burrard
- 1924 : Welcome Stranger : Mary Clark
- 1924 : Barbara Frietchie de Lambert Hillyer : Barbara Frietchie
- 1924 : Christine of the Hungry Heart : Christine Madison
- 1924 : Husbands and Lovers : Grace Livingston
- 1924 : The Mirage : Irene Martin
- 1925 : The Girl of Gold : Helen Merrimore
- 1925 : Are Parents People? : Mrs. Hazlitt
- 1925 : Grounds for Divorce : Alice Sorbier
- 1925 : Marry Me! : Hetty Gandy
- 1925 : Lorsqu'on est trois (The Trouble with Wives) de Malcolm St. Clair  : Grace Hyatt
- 1926 : The Enchanted Hill (en) d'Irvin Willat : Gail Ormsby
- 1926 : The Grand Duchess and the Waiter : The Grand Duchess Zenia
- 1926 : Sea Horses : Helen Salvia
- 1926 : Masques d'artistes (You Never Know Women) de William A. Wellman : Vera
- 1926 : Le Corsaire masqué (The Eagle of the Sea) par Frank Lloyd : Louise Lestron
- 1926 : The Popular Sin : Yvonne Montfort
- 1927 : Afraid to Love : Katherine Silverton
- 1927 : Maitre Randall et son mari (The World at Her Feet) : Jane Randall
- 1927 : D'une femme à l'autre (One Woman to Another) de Frank Tuttle : Rita Farrell
- 1927 : Le Prince aux gondoles (Honeymoon Hate) : Gail Grant
- 1928 : Rien que l'amour (Doomsday) : Mary Viner
- 1928 : Femme (The Magnificent Flirt) : Mme. Florence Laverne
- 1928 : Le Patriote (The Patriot) : Comtesse Ostermann
- 1929 : Quartier chinois (Chinatown Nights) de William A. Wellman : Joan Fry